# گنبد کوچک مهرآباد
گنبد کوچک مهرآباد مربوط به دوره ایلخانی است و در سه کیلومتری جنوب نیشابور (روبروی روستای شهمیر)، کنار جاده کاشمر واقع شده و این اثر در تاریخ ۲۵ آذر ۱۳۷۵ با شمارهٔ ثبت ۱۸۰۴ به‌عنوان یکی از آثار ملی ایران به ثبت رسیده است.